# Stadion am Bieberer Berg
Lo Stadion am Bieberer Berg era uno stadio di calcio di Offenbach am Main, che poteva contenere 25.200 spettatori.
Ha ospitato le partite casalinghe del Kickers Offenbach fino al 2011, anno in cui è stato demolito per far posto allo Sparda Bank Hessen Stadium.
Vi giocavano gli incontri casalinghi anche i Frankfurt Gamblers, squadra di football americano.